# Jiangyin
Jiangyin (vereenvoudigd Chinees: 江阴; traditioneel Chinees: 江陰) is een stad en een arrondissement in de prefectuur Wuxi in de Chinese provincie Jiangsu. Bij de volkstelling van 2020 had de stad zelf 1.331.352 inwoners, het arrondissement had 1.779.51 inwoners. Met de naastgelegen stad Zhangjiagang vormt het een agglomeratie van 3,2 miljoen inwoners.
Jiangyin ligt in de Yangtze Delta en is eigenlijk een satellietstad van Wuxi. Het ligt aan de zuidelijke rechteroever van de Yangtze rivier. Jiangyin betekent "rivierschaduw", voortvloeiend uit de locatie aan de zuidkant of schaduwrijke kant van de Yangtze.
Jiangyin is sinds 1997 over de Jiangstekiang heen door de Jiangyinbrug verbonden met de stad Jingjiang gelegen in de stadsprefectuur Taizhou. De hangbrug is een kwart eeuw na bouw met een grootste overspanning van 1.385 meter nog steeds een de tien langste hangbruggen ter wereld. Over de brug loopt de G2 autosnelweg.
Om hoogspanningslijnen over de Yangtze te dragen staan op de rechteroever in Jiangyin sinds 2003 346,5 m. hoge hoogspanningsmasten. Dit zijn de hoogste hoogspanningsmasten ter wereld.
Een van de nederzettingen in Jiangyin buiten het stadscentrum is het dorp Huaxi, veelal aangeduid als het rijkste dorp van China.
In Jiangyin zijn de grote staalfabrieken van Jiangyin Xingcheng Special Steel gevestigd, een onderdeel van de CITIC Pacific Special Steel Group.